# Galactia decumbens
Galactia decumbens är en ärtväxtart som beskrevs av Frederico Carlos Hoehne. Galactia decumbens ingår i släktet Galactia och familjen ärtväxter. Inga underarter finns listade i Catalogue of Life.